# Oonops aristelus
Oonops aristelus is een spinnensoort in de taxonomische indeling van de Dwergcelspinnen (Oonopidae).
Het dier behoort tot het geslacht Oonops. De wetenschappelijke naam van de soort werd voor het eerst geldig gepubliceerd in 1972 door Arthur M. Chickering.